# Begonia crispipila
Espèce
Begonia crispipila est une espèce de plantes de la famille des Begoniaceae.
L'espèce fait partie de la section Petermannia.
Elle a été décrite en 1910 par Adolph Daniel Edward Elmer (1870-1942).

## Répartition géographique
Cette espèce est originaire du pays suivant : Philippines.